# 停車場

在許多國家/地區，停車區都標有藍色背景上的白色字母“P”。例如， 《維也納道路交通標誌公約》也規定 P 作為標誌的字母，但也允許使用其他字母；背景一樣是藍色。

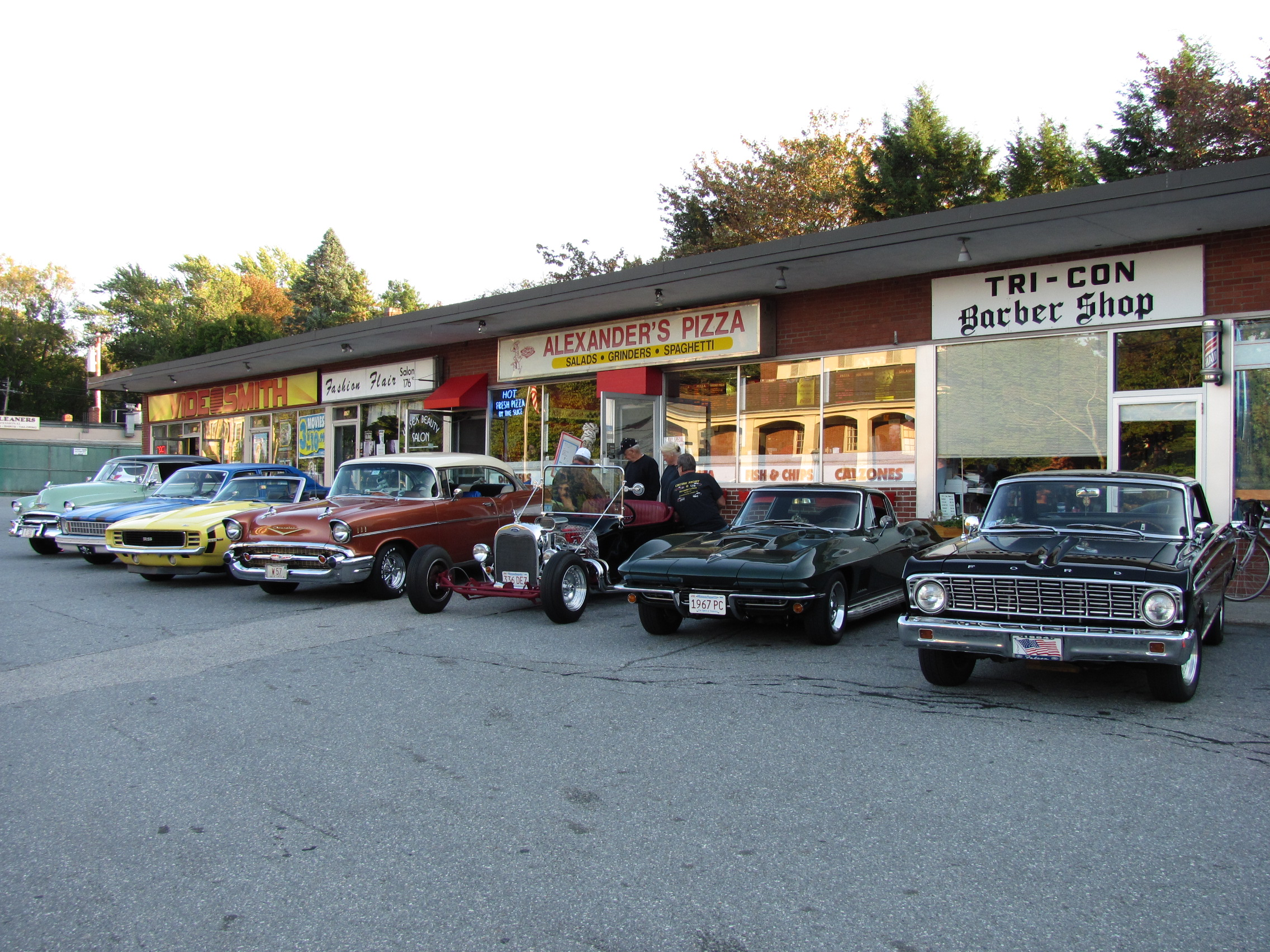
美國店舖直線停車場

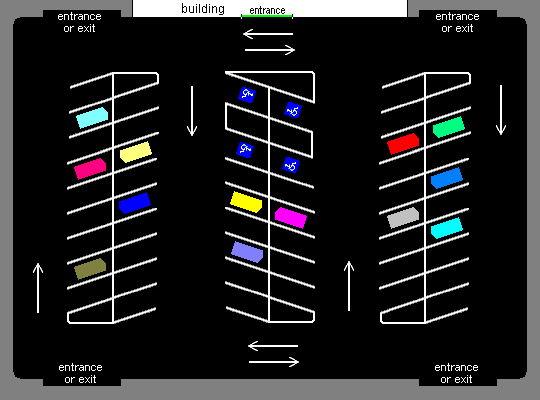
停車場常見的魚骨形模式

常见的停車埸出入口提示

停車場是供車輛停放之場所，停車場有僅畫停車格而無人管理及收費的簡易停車場，亦有配有出入欄口、泊車管理員及計時收款員的收費停車場。現代化的停車場常有自動化計時收費系統、閉路電視及錄影機系統。停車場主及管理員的法律責任，通常只是提供場地給駕車人士停泊車輛，不保障車輛受損及失車責任，相关合約免責條款通常张贴於停車場大門处供車主參閱。

## 停車場分類
停車場按型態之不同，分為下列幾種：
- 路邊停車場：指以道路部分路面劃設，供公眾停放車輛之場所。
- 路外停車場：指在道路之路面外，以平面式、立體式、機械式或塔臺式等所設，供停放車輛之場所。
- 都市計畫停車場：指依都市計畫法令所劃設公共停車場用地興闢後，供作公眾停放車輛之場所。
- 建築附設停車空間：指建築物依建築法令規定，應附設專供車輛停放之空間。
- 無限停車場：是多層建築物，部分或全部用作為停車場。多層停車場通常出現於地少泊車需求多的地方。

### 按車種分類
- 汽車停車場：限重機或以上交通工具進入，不得停放小型機車。
- 重機停車場：限重機或以下交通工具進入，不得停放客車、大客車與大貨車。
- 大客車停車場：限客車或以上交通工具進入，不得停放小型機車。

### 按構造分類
- 平面停車場（地面停车场）：在平面土地畫上停車格的停車場，設置成本最低廉。有些空地在開發使用前為了賺取收入、避免被課徵空地稅及其他因素，會畫上停車格供人免費或收費停車。
- 多层停车场：指有多樓層停車位的停車場，常見於購物中心。
- 機械式停車場：指有機械升降及水平移動的停車位。分有兩種，一種是地下室，另一種為停車塔。優點是可在有限的空間停放較多的車輛，缺點是建置及後續保養的成本較高，且若不幸發生故障時輕則車輛無法出入，嚴重時會造成車輛損毀。有些平面停車場會加裝機械可停兩層車輛。
- 地下停車場：指位於地下室的停車場，形式可為平面、立體或機械式。

### 按使用人分類
- 公眾停車場：車場內的泊車位統一由經營者（通常是物业公司）承包，開放予公眾停車。收費方式計次收費、計時收費或月租皆有，有些停車場為增加停車位的週轉率，或为仅驶入停车场上下客、装卸货的车辆提供方便，對於短時間（一般不超過15分钟或半小時）的停車不予收費。
- 私人停車場：泊車位由私人持有，車位或可在物業市場自由買賣，亦是個體物業投資者的有形資產。泊車人士多數是業主本人或其月租租戶及熟人。

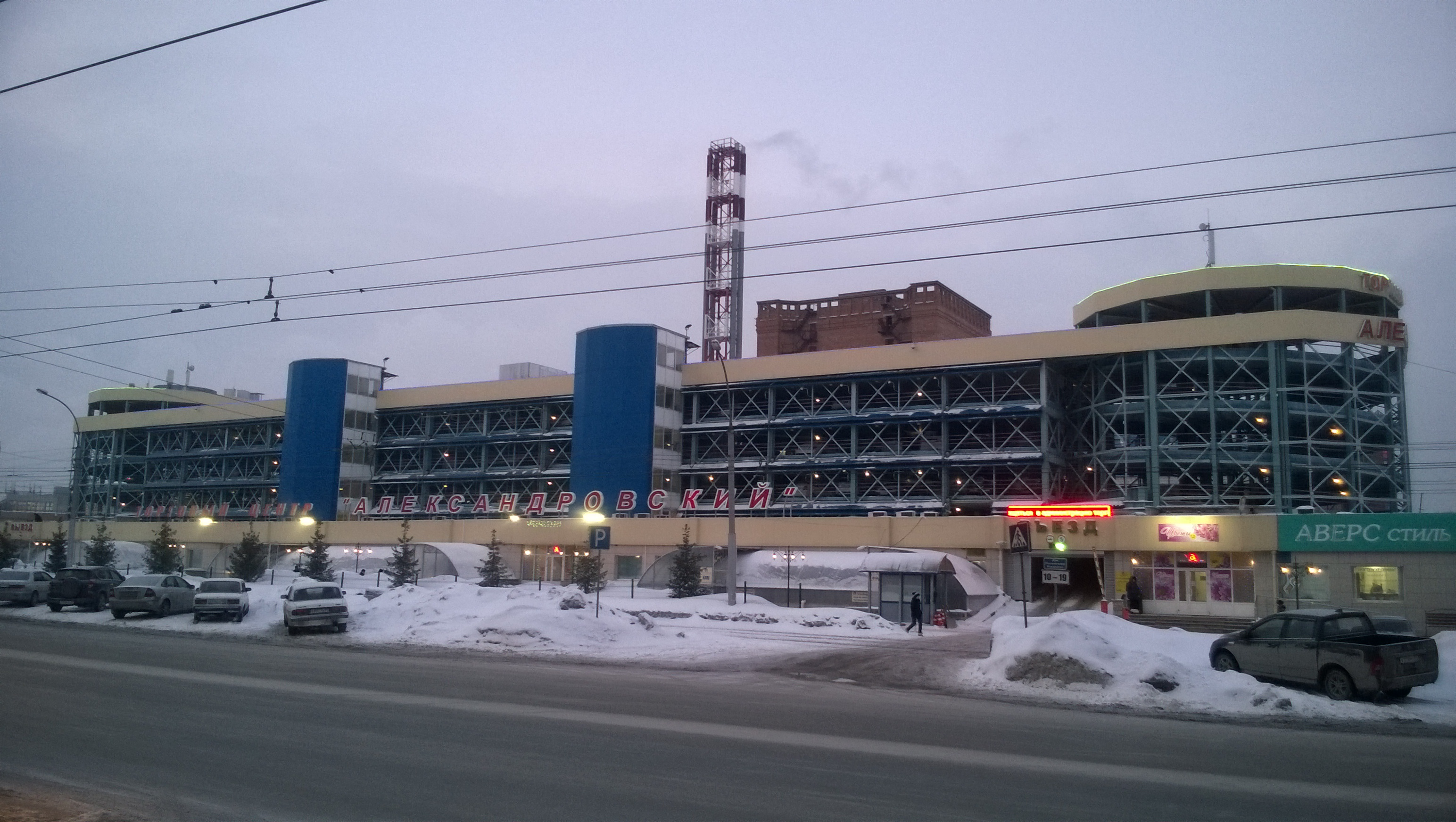
俄羅斯新西伯利亞一個多層停車場
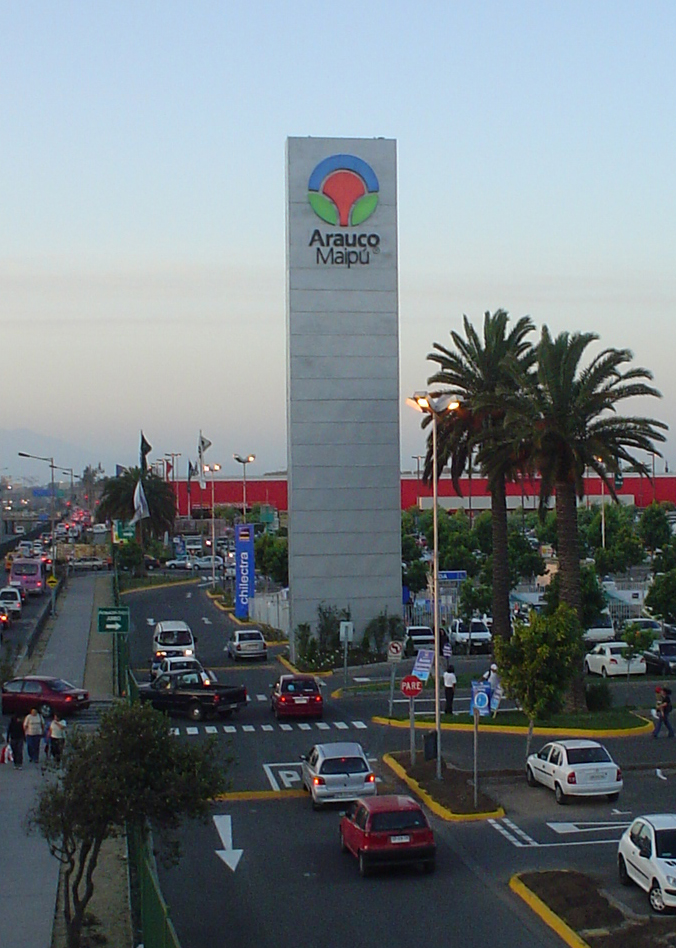
智利邁普一個購物商場的露天停車場
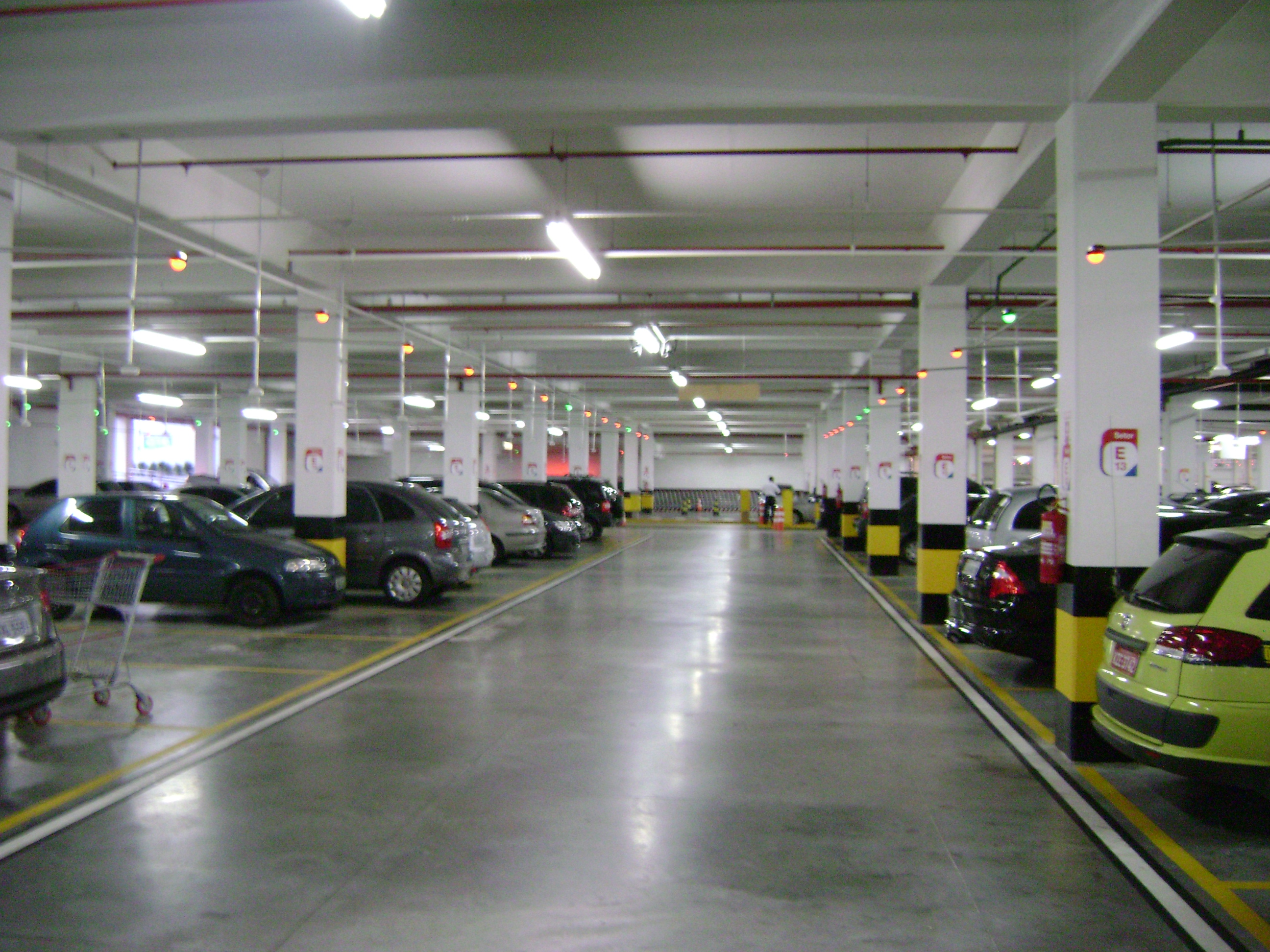
巴西里約熱內盧的地下停車場
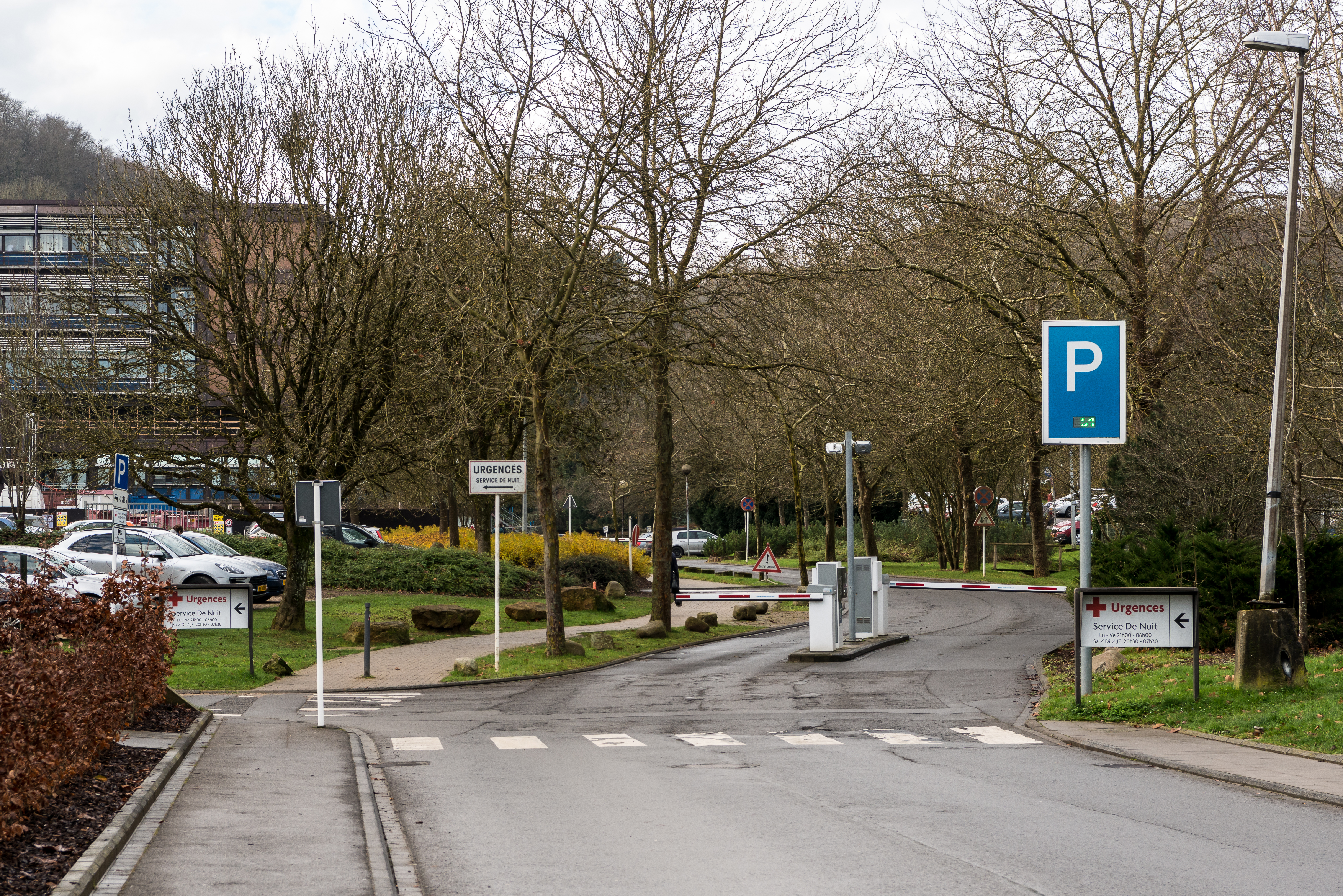
盧森堡迪弗當日的停車場入口

## 管理
現在有很多不管是政府、公司或是飯店等等建築物其業者會招募各家停車場管理業者來替其管理停車場，作出與停車相關設備的預算及計算以臨停及月租的金額來產生高效益的利潤。

## 影视作品
停車場晚上通常是黑暗且恐怖的，尤其是地下停車場，所以許多的編劇就會拿停車場來當作驚悚片或恐怖片的主要題材。例如《停車場夜驚魂》、《恐怖停車場》、《異界戰場》等。

## 另見
- 車庫
- 立體停車場
- 代客泊車（英语：Valet parking）
- 公共安全
- 電子道路收費系統
- 車庫法(日本)